# Mercè Abella
Mercè Abella con nombre de nacimiento Maria de la Mercè Abella i Alonso (Barcelona, 14 de mayo de 1848-Barcelona, 13 de diciembre de  1924, fue una actriz de teatro catalana del último tercio del siglo XIX. Trabajó, entre otros, en los teatros del Odeón y Romea de Barcelona como primera actriz.

## Biografía
Como muchas otras actrices, antes de dedicarse al teatro catalán formaba parte de las compañías de declamación castellanas. Tuvo éxito en los papeles de dama joven y, más tarde, fue primera actriz. Comenzó en el mundo del teatro a los 10 años formando parte de una compañía de aficionados. Fue contratada como dama joven por primera vez en el Teatro Romea de Barcelona la temporada 1871-1872, donde actuó con Caterina Mirambell, Balbina Pi y Francisca Soler, y donde representó El alcalde de Zalamea de Calderón de la Barca, La flor en la muntanya  de Ramón Bordas y Estragués, y El rector de Vallfogona de Pitarra. Permaneció varias temporadas en este teatro, donde estrenó obras de Víctor Balaguer, y de Ubach y Vinyeta. También formó parte de la compañía catalana del Teatro Romea que realizaba funciones en el Teatro del Liceo durante la temporada 1871-72 y 1872-73, bajo la dirección de Joaquín García Parreño.
El año 1880 se traslada a Valencia, y en verano de ese año actúa en el Teatro-Circo de Mallorca con León Fontova. Durante los años siguientes, trabaja en el Liceo (1881-82), el Tívoli (83-84) y en 1886 vuelve al Romea, donde se está hasta la temporada 1891-92, cuando pasa al teatro Novedades. En el teatro de la calle Hospital estrenó La filla del mar de Guimerà, por primera vez como «primera actriz»; además de otras obras de Guimerà, también representó piezas de Soler y Hubert, Pitarra y Víctor Balaguer, autores de moda entonces. En el verano de 1883 trabajaba en el Novedades con la compañía Valero-Vico.
Enfermedades y problemas personales, entre ellos la muerte de un hijo, le hicieron dejar la carrera de actriz hacia mitad de los años 80. Su situación económica era muy precaria. Los últimos días de su vida pudo disfrutar de una pequeña pensión que le pasaba el Ayuntamiento de Barcelona, gracias al actor y director Ermengol Goula, a quien conocía desde que estudiaba en el Conservatorio de Declamación, y que dejó escrito que a su muerte (1922) su pensión fuera para ella. Murió en diciembre de 1924, cuando ya hacía veinte años que se había retirado de los escenarios.